# Каламаро, Андрес
Андре́с Калама́ро (исп. Andrés Calamaro Massel) — аргентинский певец и музыкант. Обладатель Латинской Грэмми 2008 года в категории «Лучший сольный вокальный рок-альбом». Он считается одним из величайших и самых влиятельных испанских рок-исполнителей. Андрес Каламаро также является одним из наиболее всеобъемлющих исполнителей благодаря своему широкому диапазону музыкальных стилей, включая фанк, регги, баллады, болеро, танго, джаз. Его бывшая группа Los Rodríguez имела большой успех в Испании и во всей Латинской Америке, главным образом в 1990-е годы. Он мультиинструменталист и стал одной из главных икон аргентинского рока. На сегодняшний день продано более 1,3 миллиона пластинок.

## Жизнь и карьера
Андрес Каламаро родился в Буэнос-Айресе. В 17 лет он участвовал в качестве гостя в записи альбома группы «Raíces», а вскоре после этого основал свою собственную группу «Elmer Band» с другом гитаристом Грингуи Эррерой. У этой группы был андеграундный хит-Tristeza de la Ciudad (Городской блюз).
Когда Мигель Абуэло, лидер «Los Abuelos de la Nada», вернулся в Аргентину, — он пригласил Каламаро играть на клавишных. Группа имела большой успех; Каламаро написал несколько их величайших хитов, таких как «Sin gamulán», «Mil horas» и «Costumbres argentinas».
После третьего альбома Por Mirarte (1988) Каламаро начал продюсировать такие группы, как Los Fabulosos Cadillacs, Los Enanitos Verdes и солистов, таких как Fabiana Cantilo.

### Los Rodríguez
Из-за экономической ситуации в Аргентине Каламаро и Рот обосновались в Испании, где они создали группу Los Rodríguez, совместно с Хулианом Инфанте и Херманом Виллела.
Los Rodríguez выпустила три успешных студийных альбома: Buena Suerte (1991), Sin documentos (1993) и Palabras más, palabras menos (1995), а также концертный диск Disco Pirata (1992) и сборник Hasta luego (1996).
Sin documentos принес им международное признание благодаря своей смеси рока, фламенко и латиноамериканских ритмов. Они гастролировали по Испании и Латинской Америке и вошли в историю испанского рока.

### Соло
Во время работы с Los Rodríguez, Андрес Каламаро выпустил сольный альбом Grabaciones Encontradas. После альбома Palabras más, palabras menos группа выпустила альбом «Greatest Hits».
В 1997 году Каламаро записал альбом Alta Suciedad, который был продан тиражом более полумиллиона копий. Каламаро начал сочинять песню за песней. Тридцать семь песен попали в его следующий альбом Honestidad brutal. В альбом вошли такие хиты, как: Te quiero igual, Paloma, Los aviones, Cuando te conocí и La parte de adelante. Альбом также содержит совместную работу с Диего Марадоной.

### Бесплатная музыка
В последующие годы Каламаро много раз выступал в качестве гостя на концертах и записях. Он разместил неопубликованные песни 2001-2002 годов для бесплатного скачивания через Интернет, заявив, что «Музыка принадлежит тем, кто хочет её услышать, и никому другому».
Он также сделал свои домашние записи доступными в Интернете. Он также основал Radio Salmón Vaticano, виртуальную студию звукозаписи на своем веб-сайте.
В 2004 году он выпустил альбом «El Cantante». 

### Возвращение
В 2005 году он выпустил альбом «El Regreso» («Возвращение»), сборник живых записей своего выступления на стадионе Луна-Парк в начале того же года. 17 декабря перед 20-ти тысячной аудиторией на стадионе Obras Sanitarias он представил его и получил премию Gardel Award. Каламаро был удостоен Golden Gardel (главная награда).
В июне 2010 года он выпустил свой альбом «On The Rock». Альбом мгновенно стал хитом, как и первый сингл Los Divinos.
В 2016 году он выпустил альбом, построенный только на фортепианных аранжировках Хермана Видемера. Вернулся на музыкальный рынок с песней «Dios los cria», большая часть которой была записана в период с 2016 по 2018 год. 
В 2017 получил свою третью премию латинскую премию «Грэмми» в категории «Лучшая рок-песня» за «La Noche», трек, который включён в его студийный альбом Volumen II (Warner Music Latina). 
В 2019 году выпустил альбом «Cargar la Suerte», который получил латинскую премию «Грэмми» в категории поп/рок-альбом.